# J. 마이클 스트러진스키

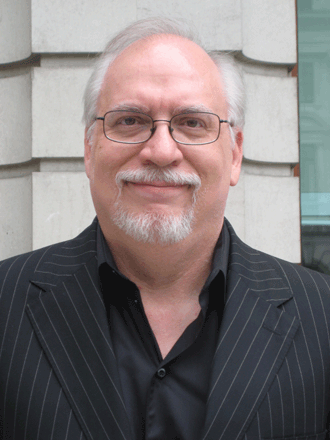
J. 마이클 스트러진스키

J. 마이클 스트러진스키(J. Michael Straczynski, 1954년 7월 17일 ~ )은 미국의 각본가이자 프로듀서이다.